# Berliner Siedlung/Gartenfeld
Berliner Siedlung/Gartenfeld ist ein Stadtteil der Stadt Bad Homburg vor der Höhe im Hochtaunuskreis.

## Geographie

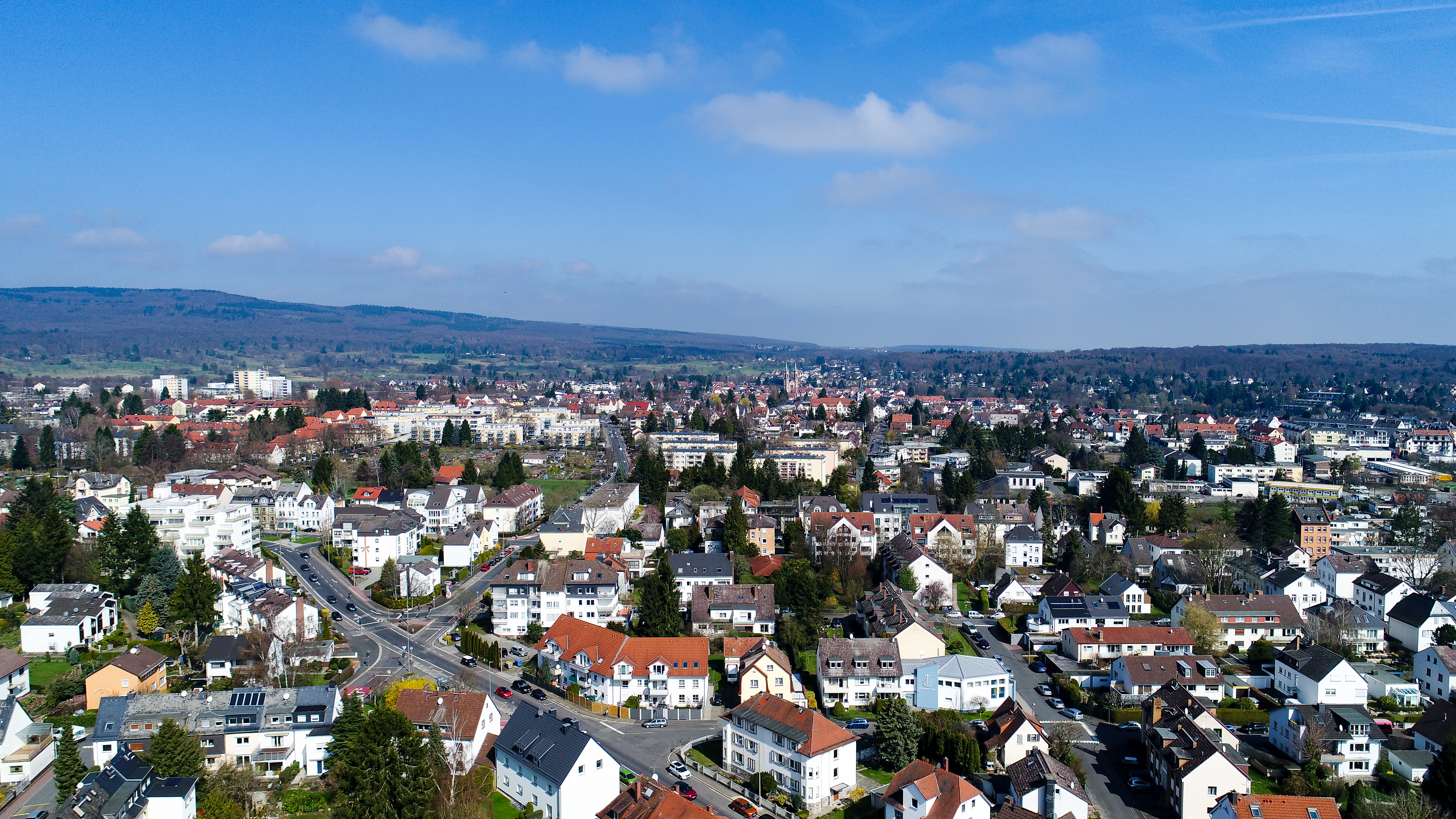
Gartenfeldsiedlung

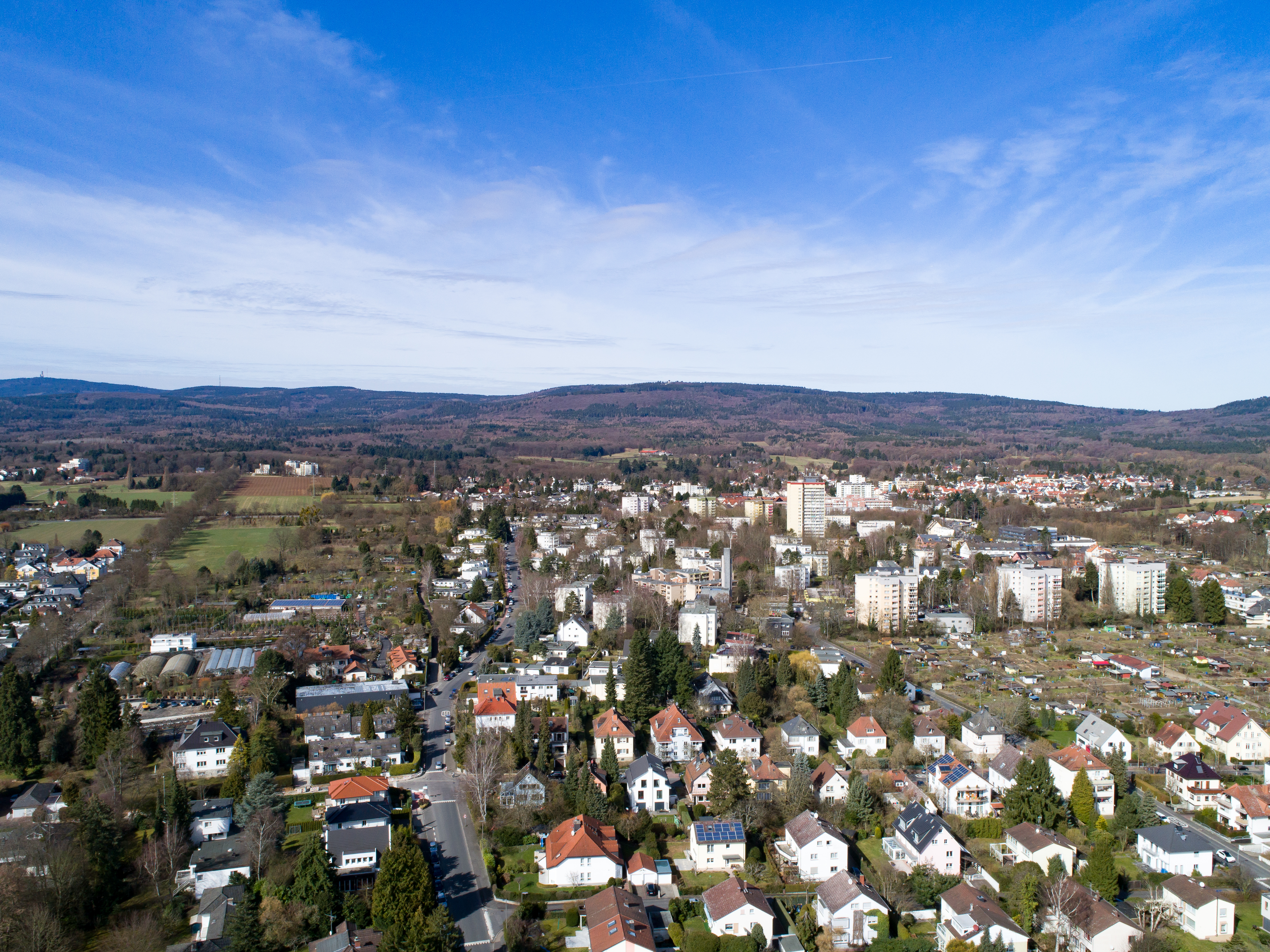
Gartenfeldsiedlung

Die beiderseits der Tannenwaldallee, des Beginns der bis zum Sandplackenpaß im Taunus führenden Elisabethenschneise, liegenden und durch diese voneinander getrennten Stadtteile bilden zusammen mit Dornholzhausen den westlich der Innenstadt gelegenen Teil der Stadt Bad Homburg und haben zusammen (ohne Dornholzhausen) 8296 Einwohner (Stand 1. September 2016). Im Wesentlichen bestehen die beiden Siedlungen aus Reihenhäusern, freistehenden Ein- oder Mehrfamilienhäusern, teilweise auch Villen. Vor allem im nordwestlichen Teil der Gartenfeldsiedlung nahe der Bundesstraße sowie in den nahe dem Stadtzentrum gelegenen Teil der Berliner Siedlung befinden sich auch einige größere Wohnkomplexe und Hochhäuser.
Sowohl in der Berliner als auch in der Gartenfeldsiedlung liegen mehrere große Schrebergartenkolonien.

## Geschichte

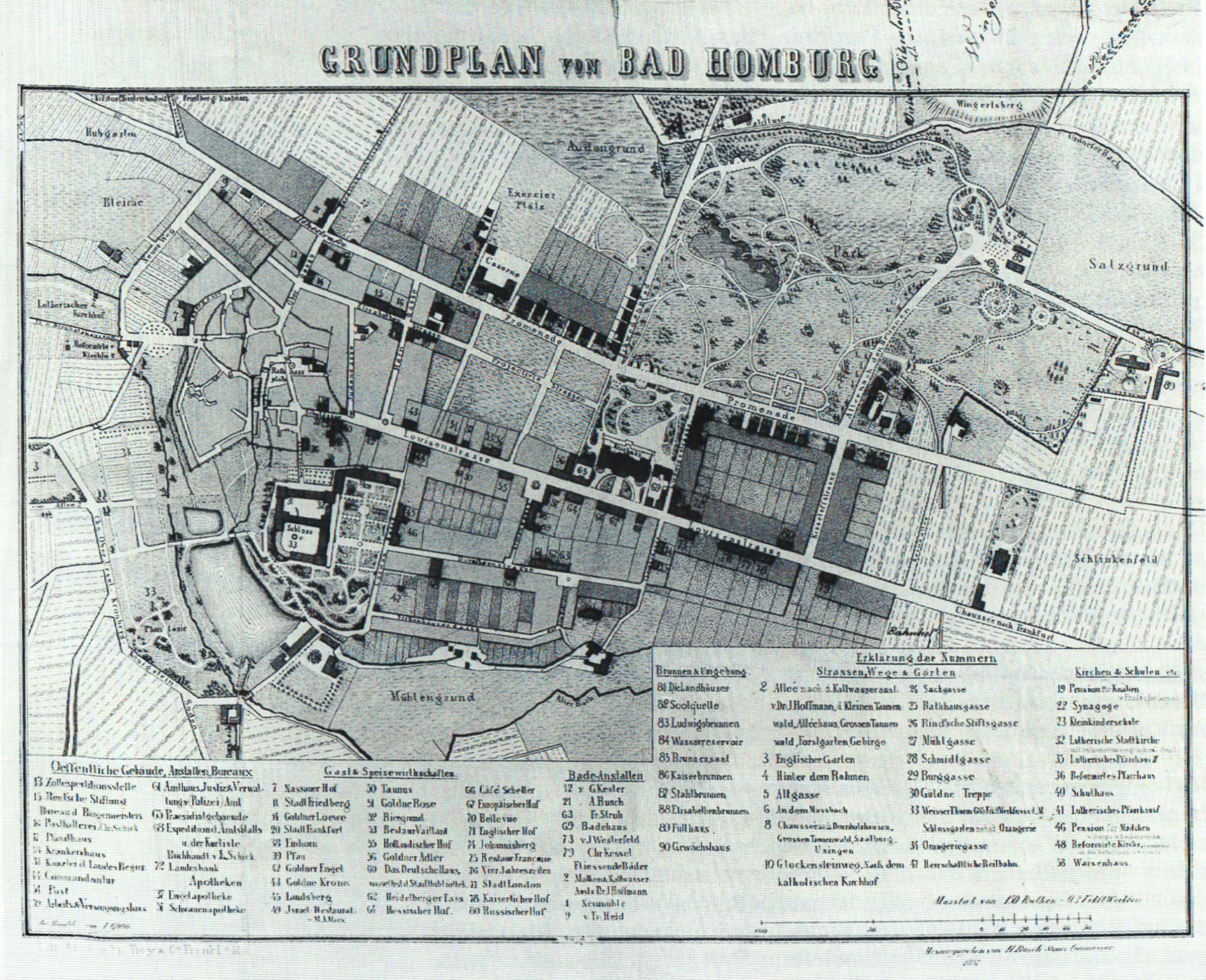
Stadtplan von Bad Homburg um 1857

Berliner Siedlung/Gartenfeld ist, neben der Innenstadt, der einzige Ortsbezirk Bad Homburgs, der nicht aus einer Eingemeindung hervorgegangen ist.
Bis in die zweite Hälfte des 19. Jahrhunderts war das Gebiet von Gartenfeld- und Berliner Siedlung weitgehend unbebaut, es gab nur einige wenige Villen und weiträumige Gartenlandschaften.
Gegen Ende des 19. Jahrhunderts begann die Bebauung mit Wohnhäusern zunächst entlang der Straße nach Dornholzhausen, der heutigen Saalburgstraße, sowie entlang der heutigen Heuchelheimer Straße. Letztere hat ihren Namen von der Wüstung Heuchelheim, einer bereits im Mittelalter aufgegebenen Siedlung, die sich in gerader Fortsetzung des Straßenverlaufs auf dem Gebiet des heutigen Dornholzhausen befand.
In der Zeit zwischen und nach den Weltkriegen wurden weitere große Teile der ehemaligen landgräflichen Gärten straßenbaulich erschlossen zur Bebauung mit Einfamilienhäusern freigegeben. Nach 1960 entstand der heutige Hauptteil der Gartenfeldsiedlung mit mehreren mittelgroßen Wohnkomplexen und einem kleinen Einkaufszentrum, die von einem ebenfalls in dieser Zeit erbauten Hochhaus deutlich überragt werden.

## Freizeit
An Sportstätten verfügt der Stadtteil über einige kleinere Bolzplätze. In unmittelbarer Nähe der Berliner Siedlung befindet sich der Sportplatz Sandelmühle.

## Sehenswürdigkeiten
- Gustavsgarten/Villa Wertheimber